# اوبروت
اوبروت (به آلمانی: Oberrot) یک شهر در آلمان است که در Schwäbisch Hall واقع شده‌است.

## خواهرخوانده
شهر Zweisimmen خواهرخواندهٔ اوبروت هست.